# Mông Cổ xâm lược Nhật Bản
Mông Cổ xâm lược Nhật Bản (元寇 (Nguyên khấu) Genkō), sự kiện diễn ra năm 1274 và năm 1281, bao gồm những nỗ lực quân sự quy mô lớn do Hốt Tất Liệt của Đế quốc Mông Cổ tiến hành nhằm chinh phục quần đảo Nhật Bản sau khi Cao Ly quy phục làm chư hầu. Kết quả cuối cùng là quân Mông Cổ phải gánh chịu những thất bại nặng nề sau hai lần xâm lược và buộc phải từ bỏ ý định chinh phục Nhật Bản. Những nỗ lực xâm lược có tầm quan trọng lịch sử vĩ mô bởi vì nó đặt ra một giới hạn cho việc bành trướng của người Mông Cổ và được coi là sự kiện đặc biệt trong lịch sử Nhật Bản.
Cuộc xâm lược của Mông Cổ vào Nhật Bản là một trong những trường hợp sớm nhất của chiến tranh thuốc súng bên ngoài Trung Quốc và được coi là tiền thân của chiến tranh thời kỳ đầu hiện đại. Một trong những phát minh công nghệ đáng chú ý nhất trong cuộc chiến này là sử dụng bom nổ ném bằng tay.
Cuộc xâm lăng được đề cập đến trong nhiều tác phẩm hư cấu, và là sự kiện sớm nhất mà từ kamikaze ("thần phong") được sử dụng rộng rãi, có nguồn gốc từ hai cơn bão mà đội quân Mông Cổ đã phải hứng chịu.

## Bối cảnh
Sau một loạt các cuộc xâm lược Cao Ly (Triều Tiên) từ năm 1231 đến năm 1281, Cao Ly đã ký một hiệp ước khuất phục Mông Cổ và trở thành một quốc gia chư hầu. Hốt Tất Liệt lên ngôi Khả Hãn của Đế quốc Mông Cổ vào năm 1260 (mặc dù không được người Mông Cổ ở phương tây công nhận rộng rãi) và đã thành lập thủ đô của mình tại Khanbaliq (bên trong khu vực nay là Bắc Kinh) vào năm 1264.
Nhật Bản thời đó được cai trị bởi các Nhiếp chính (Shikken) của gia tộc Hōjō, người đã kết hôn và giành quyền kiểm soát đất nước từ Minamoto no Yoriie, tướng quân của Mạc phủ Kamakura, sau khi ông qua đời năm 1203. Quyền lực của gia tộc Hōjō dần trở nên lớn mạnh đến mức họ không còn tham khảo ý kiến của hội đồng shogunate (Hyōjō (評定 (Bình định) Hyōjō)), triều đình Kyōto hay các chư hầu gokenin của họ, đồng thời các quyết định của họ sẽ được đưa ra tại các cuộc họp trong nhà riêng của họ (yoriai (寄合 (Kí hiệp) yoriai)).
Người Mông Cổ cũng cố gắng chinh phục các dân tộc bản địa ở Sakhalin - Ainu, Orok và Nivkh - từ năm 1264 đến năm 1308. Tuy nhiên, nhiều người nghi ngờ rằng liệu các hoạt động của Mông Cổ ở Sakhalin có phải là một phần trong nỗ lực xâm lược Nhật Bản hay không.

## Tiếp xúc
Từ lâu, giữa hai nước Nhật Bản và Trung Quốc đã gần như không còn giao thiệp gì với nhau kể từ thời kỳ Heian giữa thế kỷ thứ 9 sau khi nhà Hậu Đường sụp đổ. Mặc dù Nhật Bản vẫn tiến hành giao thương với nhà Tống ở một mức độ nào đó, nhưng về cơ bản thì hai bên không còn quá quan tâm gì đến nhau. Cho đến khi Đế quốc Mông Cổ tiến hành xâm lược Nam Tống và thành lập nhà Nguyên thì vào năm 1266, Nguyên Thế Tổ Hốt Tất Liệt đã phái sứ giả đến Nhật Bản, yêu cầu đảo quốc này trở thành một nước chư hầu và phải triều cống cho nhà Nguyên, đe dọa sẽ tiến hành xâm lược nếu họ từ chối. Thế nhưng các sứ giả đã trở về tay không. Đoàn sứ giả thứ hai được cử đi vào năm 1268 rồi cũng trở về tay không như lần thứ nhất. Cả hai nhóm sứ giả đã gặp Chinzei Bugyō, người sau đó truyền đạt thông điệp đến cho Nhiếp chính lúc bấy giờ là Hōjō Tokimune và Thiên hoàng Kameyama ở Kyōto. Sau khi thảo luận về các bức thư tại nhà riêng của mình, đã có nhiều cuộc tranh luận xảy ra, nhưng Nhiếp chính Hōjō Tokimune đã quyết định gửi các sứ giả trở về mà không có câu trả lời. Hốt Tất Liệt tiếp tục gửi yêu cầu (một số lần thông qua sứ giả Cao Ly và số còn lại thông qua sứ giả Mông Cổ) vào các ngày 7 tháng 3 năm 1269, ngày 17 tháng 9 năm 1269, tháng 9 năm 1271 và tháng 5 năm 1272. Tuy nhiên, mỗi lần đến Nhật Bản thì những sứ giả này đều không được phép đặt chân xuống Kyūshū. Nhật Bản vẫn quyết làm ngơ trước yêu sách của nhà Nguyên, triều đình Kyoto và Mạc phủ từ chối yêu cầu của Hốt Tất Liệt cũng như chuẩn bị phòng thủ đất nước.

## Chuẩn bị xâm lược lần thứ nhất
Hốt Tất Liệt đã rất muốn đưa quân sang Nhật Bản để bắt đảo quốc này phải quỳ xuống và quy phục trước vó ngựa Mông Cổ, nhưng vì cuộc xâm lược Nam Tống đang trong giai đoạn ác liệt, cho nên nhà Nguyên chưa thể tiến hành một cuộc xâm lược quy mô lớn với Nhật Bản. Đến năm 1273, sau khi thành Tương Dương bị hạ, nhận thấy lúc này đã thích hợp để tiến hành chiến tranh với Nhật Bản, Hốt Tất Liệt cử một hạm đội lớn gồm khoảng 600-800 tàu chiến cùng 23 ngàn quân ra khơi tại cảng Tuyền Châu. Hạm đội xâm lược dự kiến khởi hành vào tháng 7 năm 1274 nhưng bị trì hoãn trong ba tháng. Hốt Tất Liệt lên kế hoạch cho hạm đội tấn công đảo Tsushima và đảo Iki trước khi đổ bộ lên Vịnh Hakata. Kế hoạch phòng thủ của Nhật chỉ đơn giản là dùng lực lượng gokenin để chiến đấu với quân Nguyên vào bất cứ thời điểm nào. Trên thực tế, không có hồ sơ đáng tin cậy nào về quy mô của lực lượng Nhật Bản lúc bấy giờ nhưng các ước tính cho thấy tổng quân số của họ vào khoảng 4.000-6.000 quân. Lực lượng nhà Nguyên tiến hành chiến dịch xâm lược Nhật Bản với một đội quân gồm 15.000 binh sĩ người Mông Cổ, người Hán và người Nữ Chân dưới sự chỉ huy của tướng Hốt Đôn, Hồng Trà Khâu cùng khoảng 1.500-8.000 binh sĩ người Cao Ly dưới sự chỉ huy của tướng Kim Phương Khánh và một hạm đội gồm khoảng 300 con tàu cỡ lớn cùng 400-500 con tàu cỡ nhỏ.

## Cuộc xâm lược lần thứ nhất (1274)

Chiến binh samurai Takezaki Suenaga đối diện với mũi tên, bom nổ của quân Mông Cổ và Cao Ly

### Cuộc xâm lược đảo Tsushima
Lực lượng xâm lược nhà Nguyên khởi hành từ Triều Tiên vào ngày 2 tháng 11 năm 1274. Hai ngày sau, họ bắt đầu đổ bộ lên Tsushima. Cuộc đổ bộ chính được thực hiện tại bãi biển Komoda ở gần Sasuura, nơi nằm trên mũi Tây Bắc của Đảo Nam Tsushima. Các cuộc đổ bộ bổ sung diễn ra ở eo biển nằm giữa hai đảo Tsushima, cũng như tại hai điểm khác trên Đảo Bắc Tsushima. Các mô tả về sự kiện này được kể lại dựa trên các nguồn tư liệu đương thời của Nhật Bản, đặc biệt là Sō Shi Kafu của gia tộc Sō ở Tsushima.
Tại Sasuura, sau khi phát hiện hạm đội xâm lược ngoài khơi, địa đầu (Jitō) của Tsushima - tướng Nhật Bản - Sō Sukekuni (1207–1274), do đã được Mạc phủ cảnh báo từ trước, đã dẫn đội kỵ binh của mình đối đầu với đại quân Nguyên. Tương truyền vào ngày hôm đó, tại ngôi đền thờ chiến thần Hachiman đã xuất hiện một đàn bồ câu trắng tượng trưng cho vị thần. Sau khi đàn chim bay đi thì ngôi đền đột nhiên bốc cháy, đó có thể là một điềm báo của sự xui xẻo, nhưng Sukekuni đã giải thích đó là một sự cảnh báo.
Với đội kỵ binh gồm 80 samurai trung thành cùng tùy tùng của họ, Sukekuni đã đối đầu với một lực lượng xâm lược mà Sō Shi Kafu mô tả là 8.000 chiến binh trên 900 con tàu. Quân Mông Cổ đổ bộ lúc 02:00 sáng ngày 5 tháng 11, phớt lờ những nỗ lực đàm phán của Nhật Bản và bắt đầu khai chiến bằng lực lượng cung thủ của họ. Cuộc chiến chính thức bắt đầu lúc 04:00. Các cung thủ Nhật Bản đã tiêu diệt nhiều binh sĩ Mông Cổ, và một vị samurai tên Sukesada được cho là đã hạ gục 25 binh sĩ đối phương trong các trận giao tranh riêng lẻ. Lực lượng phòng thủ của quân Nhật đã cầm chân quân Mông Cổ trên bãi biển cho đến khi màn đêm buông xuống, những kẻ xâm lược đánh bại mũi tấn công cuối cùng của kỵ binh Nhật Bản, áp đảo và giết chết tất cả quân phòng thủ.
Sau chiến thắng tại Komoda, quân Nguyên đã đốt phá hầu hết các tòa nhà xung quanh Sasuura và tàn sát hầu hết cư dân. Họ mất tới vài ngày lấy lại và đảm bảo quyền kiểm soát hoàn toàn hòn đảo Tsushima.

### Cuộc xâm lược đảo Iki
Hạm đội quân Nguyên rời Tsushima vào ngày 13 tháng 11 và sau đó tấn công đảo Iki. Giống như Sukekuni, thống đốc của Iki là Taira Kagetaka đã dẫn quân của mình đối đầu với đại quân Nguyên trong khi đội kỵ binh của ông chỉ có khoảng 100 samurai và hơn 1000 bộ binh trước khi trở về lâu đài của mình lúc màn đêm buông xuống. Sáng hôm sau, những cánh quân Nguyên đã bao vây lâu đài, buộc Kagetaka đã lén đưa con gái của mình thoát ra ngoài cùng với Sozaburo, một samurai đáng tin cậy, bằng một con đường bí mật dẫn đến bờ biển, nơi họ lên một con tàu và chạy trốn vào đất liền. Một hạm đội Mông Cổ đi qua đã bắn tên vào họ và giết chết cô con gái nhưng Sozaburo đã đến được Vịnh Hakata và báo cáo về thất bại của Iki.
Kagetaka thực hiện một cuộc xuất kích cuối cùng với 36 binh sĩ và thất bại, 30 người trong số họ đã chết trong trận chiến. Cuối cùng Kagetaka đã phải tự sát cùng với gia đình, gần như toàn bộ quân Nhật đều bị tàn sát. Theo người Nhật, quân Mông Cổ sau đó đã giết chết những người phụ nữ rồi dùng dao đâm xuyên qua lòng bàn tay của họ, lột trần họ và trói xác họ vào thành tàu của chúng.

### Cuộc chiến ở Vịnh Hakata

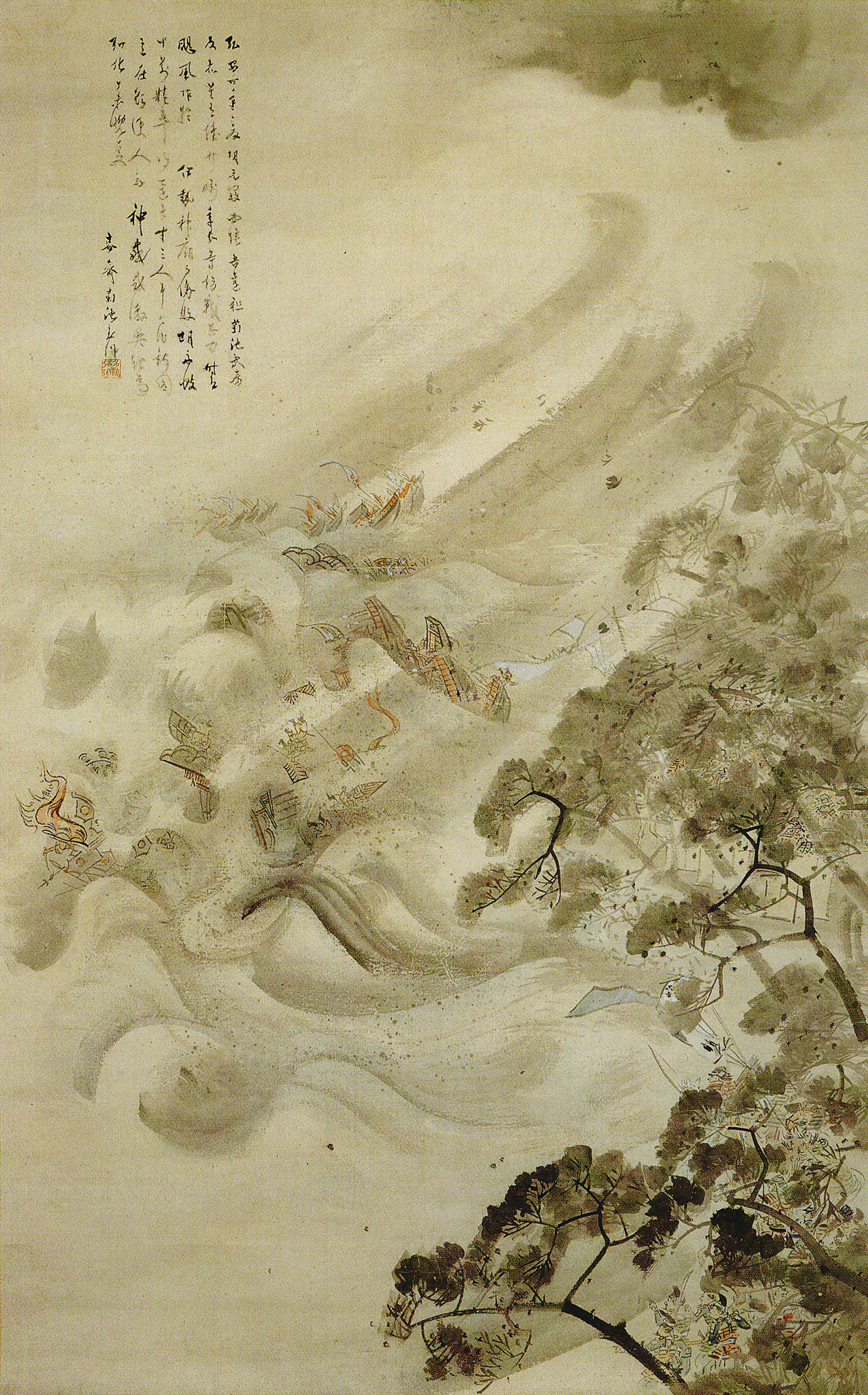
Một bức tranh vẽ bằng mực nước trên giấy mô tả cảnh hạm đội Mông Cổ bị tiêu diệt trong một cơn bão, được vẽ bởi Kikuchi Yōsai năm 1847 và hiện đang được trưng bày tại Bảo tàng Quốc gia Tokyo

Vào ngày 19 tháng 11, quân Nguyên vượt biển và đổ bộ vào Vịnh Hakata, cách Dazaifu, thủ đô hành chính cổ của Kyūshū một khoảng cách ngắn. Ngày hôm sau đã diễn ra Trận chiến Bun'ei (文永の役) hay còn được gọi là "Trận chiến Vịnh Hakata lần thứ nhất"- trận đánh quy mô lớn đầu tiên giữa hai bên.
Phía Nhật Bản có khoảng 120 samurai và khoảng 3000 bộ binh. Phía quân Nguyên, mặc dù tổng lực của họ nhiều hơn, nhưng số quân tham chiến tại Hakata thì không quá áp đảo so với Nhật Bản, lực lượng của họ cũng chỉ vào khoảng 3000 - 4000 quân. Tuy nhiên, quân Nguyên có lợi thế hơn nhiều bởi do binh sĩ đều đã trải qua rất nhiều trận chiến khác nhau. Trong khi đó, quân Nhật thiếu kinh nghiệm trong việc quản lý một lực lượng lớn như vậy (tất cả vùng Bắc Kyūshū đã được huy động). Đã gần 50 năm kể từ sự kiện chiến đấu lớn cuối cùng ở Nhật Bản, và không một vị tướng Nhật Bản nào có kinh nghiệm đầy đủ trong việc thống lĩnh một đội quân lớn. Quân Nguyên còn áp đảo quân Nhật bởi họ có vũ khí mạnh mẽ hơn (các mũi tên tẩm độc, mũi tên lửa, mũi tên thuốc nổ, bom giấy và bom vỏ sắt) khiến cho những con ngựa Nhật Bản sợ hãi và trở nên mất kiểm soát trong trận chiến. Ngoài ra, phong cách chiến tranh vốn là thông lệ trong thời phong kiến Nhật Bản đó là một-chọi-một (quy tắc võ sĩ đạo), ngay cả trong các trận đánh lớn. Tuy nhiên, người Mông Cổ không quen thuộc với phong cách chiến đấu như vậy, vì thế quân Nhật bị áp đảo.
| “                   | Vị tướng chỉ huy giữ nguyên vị trí của mình trên cao và chỉ đạo các phân đội khác nhau khi cần thiết bằng các tín hiệu từ trống tay. Nhưng bất cứ khi nào binh lính (Mông Cổ) phất cờ hiệu, họ lại ném bom vỏ sắt (tetsuho) bay về phía chúng tôi, khiến cho phía chúng tôi choáng váng và bối rối. Những người lính của chúng tôi đã hoảng sợ vì những tiếng nổ kinh thiên động địa; mắt họ bị mù, tai họ điếc, đến nỗi họ khó có thể phân biệt đông tây. Theo cách chiến đấu của chúng ta, trước tiên chúng ta phải gọi tên một ai đó trong hàng ngũ của kẻ thù, sau đó tấn công đơn lẻ. Nhưng họ (người Mông Cổ) không hề để ý đến những quy tắc như vậy; chúng cùng nhau lao về phía trước thành một khối, vật lộn với bất kỳ cá thể nào chúng có thể bắt và giết họ. | ” |
| — Hachiman Gudoukun | |   |

Trận chiến chỉ kéo dài trong một ngày và cuộc giao tranh mặc dù diễn ra rất ác liệt nhưng không hiệp đồng. Một samurai cấp thấp tên là Takezaki Suenaga nhận được tin từ Shoni Kagesuke, chỉ huy của mình, rằng anh phải đợi cho đến khi quân Mông Cổ tiến lên do địa hình khó khăn, nhưng Takezaki vẫn lao đến tấn công quân Mông Cổ. Trên đường đến bãi biển, anh gặp được Kikuchi Takefusa, người đã chạm trán với một biệt đội quân Nguyên, đẩy lùi họ và giết hai người. Kikuchi nói rằng 'những tên cướp biển' đã bỏ trốn. Takezaki và năm người bạn đồng hành của anh ta tấn công biệt đội quân Nguyên nhỏ mà Kikuchi đã chạm trán trước đó, nhưng ngựa của họ bị mắc kẹt trong bùn và họ bị thương bởi một loạt mũi tên bắn ra. Takezaki và ba thuộc hạ còn sống sót đã tìm cách rút lui với sự hỗ trợ của Shiraishi Michiyasu, người đã tấn công một biệt đội của quân Nguyên và đánh đuổi họ. Vào ban đêm, lực lượng quân Nguyên đã buộc quân Nhật phải rời khỏi bãi biển với 1/3 lực lượng phòng thủ thiệt mạng, đẩy họ lui vào đất liền vài km và đốt cháy Vịnh Hakata. Dù vậy, quân Nhật vẫn cố gắng cầm cự để chờ quân cứu viện tới nơi, trong khi quân Nguyên cũng chờ lực lượng còn lại với hơn 2 vạn quân đang dong buồm trên biển có thể cập bến.
Trong cuộc chiến, một trong ba vị tướng chỉ huy của nhà Nguyên là Lưu Phức Hưởng đã bị bắn vào mặt bởi Shoni Kagesuke, một samurai đang rút lui, và bị thương nặng, phải trở lại tàu của mình. Hốt Đôn muốn tiếp tục tiến công qua đêm trước khi có thêm quân tiếp viện của Nhật đến nhưng Hồng Trà Khâu lo rằng quân của họ đã kiệt sức và cần nghỉ ngơi. Lo sợ bị phục kích trong đêm, Hốt Đôn đồng ý với Hồng Trà Khâu và triệu tập lực lượng quân Nguyên trở lại bãi biển. Nếu giả sử toàn bộ cánh quân nhà Nguyên có thể hợp nhất và tấn công vào đợt duy nhất, thì quân Nhật sẽ dễ dàng bị áp đảo và tàn sát, Kyūshū sẽ nhanh chóng bị thất thủ. Tuy nhiên, Nhật Bản đã gặp may mắn khi vào đêm hôm đó, có một cơn bão lớn nổi lên ngoài khơi Vịnh Hakata, hạm đội quân Nguyên ngoài khơi đã yêu cầu lực lượng trên bộ rút về tàu do lo sợ nếu bão lớn hơn, thời tiết gió mạnh và sóng lớn sẽ khiến cho hạm đội của họ bị mắc cạn, hai bên sẽ bị chia cắt hoàn toàn. Nhưng hóa ra đó lại là một hành động tự tay bóp chết quân mình, bão đêm đó lớn và dữ dội hơn mức dự tính của quân Nguyên, đến mức đánh chìm và làm đắm rất nhiều tàu chiến của quân Nguyên. Đến sáng hôm sau, hạm đội quân Nguyên tan tành hết, hơn 200 tàu chiến bị đánh đắm, số còn lại không hư hại nặng thì cũng hư hại nhẹ và toàn quân Nguyên bị say sóng hết cả một lượt với nhau.
Lực lượng quân Nguyên đã bị thiệt hại quá nửa, cuộc xâm lược này có nguy cơ thất bại. Tuy nhiên quân Nguyên vẫn cố gắng thực hiện hai cuộc tấn công nữa vào Akasaka và Torikai-Gata. Tại trận Akasaka thì tướng Kikuchi Takefusa đã đánh úp quân Nguyên và khiến họ phải rút lui dù tổn thất không nhiều lắm. Nhưng đến trận Torikai-Gata thì quân Nguyên bị hai cánh quân Nhật do Takezaki Suenaga và Shiraishi Michiyasu dẫn đầu tấn công, quân Nguyên thảm bại khi hơn 3000 quân bị giết. Đại quân Mông Cổ ra khơi từ Tuyền Châu với 23 ngàn quân, thế nhưng sau hai cuộc chiến tại Akasaka và Torikai-Gata thì lực lượng chỉ còn lại khoảng 1/3 so với ban đầu. Nghĩ kiểu gì cũng không thể đánh tiếp, vì thế nên quân Nguyên buộc phải rút lui. Cuộc xâm lược lần thứ nhất kết thúc chỉ sau 1 tháng với phần thắng thuộc về Nhật Bản.

## Chuẩn bị xâm lược lần thứ hai

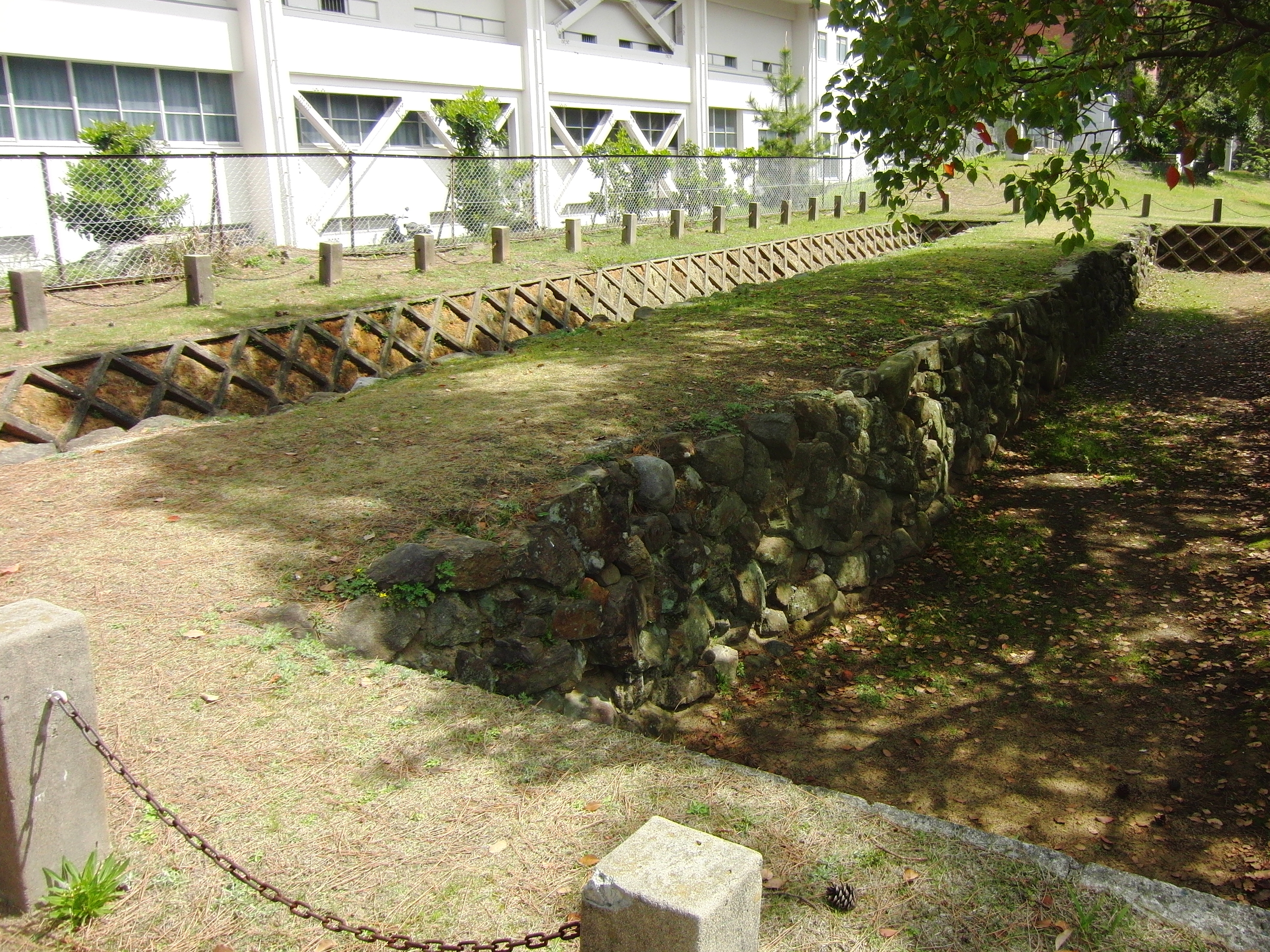
Một bức tường phòng thủ bằng đá (Genkō Bōrui) tại Nishijin, gần Đại học Seinan. Hiện tại, chỉ còn lại phần đỉnh của một vài bức tường đá lộ ra trên mặt đất, còn phần lớn đã được khai hoang

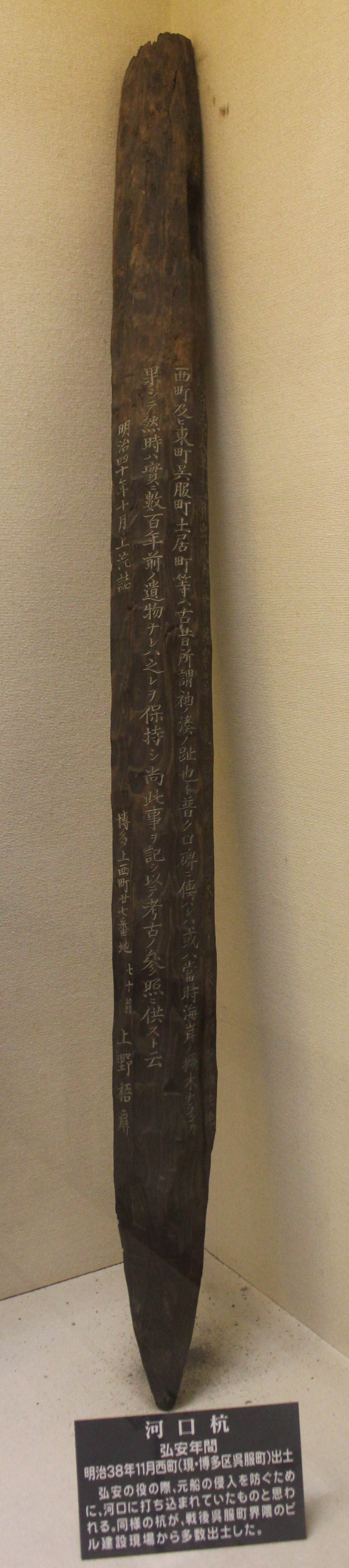
Một chiếc cọc được đóng ở cửa sông để ngăn quân Mông Cổ. Nó được khai quật vào năm 1905, hiện đang trưng bày ở Bảo tàng Genko

Mặc dù thất bại trong cuộc xâm lược thứ nhất, nhưng Hốt Tất Liệt chưa từ bỏ tham vọng nuốt chửng Nhật Bản. Phía Mạc phủ Kamakura cũng biết nhà Nguyên không dễ gì bỏ cuộc, vì thế họ gấp rút chuẩn bị để đối phó với một cuộc xâm lược nữa có thể xảy ra trong tương lai. Nhằm một lần nữa thăm dò Nhật Bản, tháng 9 năm 1275, Hốt Tất Liệt cử một đoàn gồm năm sứ thần nhà Nguyên đến Kyūshū, yêu cầu Thiên Hoàng phải thân hành đến Đại Đô để thần phục trước Hoàng đế nhà Nguyên và từ chối rời đi mà không được hồi âm. Đáp lại yêu sách này, Nhiếp chính Hōjō Tokimune đã ra lệnh áp giải đoàn sứ thần nhà Nguyên về Kamakura và chém đầu tất cả. Mộ của năm sứ giả nhà Nguyên bị hành quyết còn tồn tại cho đến ngày nay tại Jōryū-ji ở Fujisawa, Kanagawa, gần với địa điểm hành quyết Tatsunokuchi ở Kamakura. Đến ngày 29 tháng 7 năm 1279, năm sứ giả khác của nhà Nguyên tiếp tục được cử đến với mục đích tương tự và cũng bị chém đầu hết, lần này là ở Hakata.
Mạc phủ Kamakura đã quyết tâm chống lại nhà Nguyên, Nhiếp chính Hōjō Tokimune cũng đã lệnh cho các lãnh chúa sửa sang, củng cố các thành trì ven biển. Các dịch vụ tôn giáo tăng lên và đền Hakozaki, nơi đã bị quân Nguyên phá hủy, cũng được xây dựng lại. Ngoài việc tổ chức ra một lực lượng samurai tốt hơn ở Kyūshū, họ còn ra lệnh xây dựng các pháo đài, một bức tường phòng thủ bằng đá lớn (Genkō Bōrui) và các công trình phòng thủ khác tại nhiều điểm đổ bộ tiềm năng dọc theo bờ biển Vịnh Hakata. Bức tường phòng thủ được xây dựng vào năm 1276 này cao từ 1.5-4.5 mét (5-15 ft) và dài đến 25 dặm. Ngoài ra, một số lượng lớn cọc được đóng vào khu vực cửa sông và các bãi đổ bộ dự kiến để ngăn chặn quân đội Mông Cổ đổ bộ. Thậm chí còn có một kế hoạch cho một cuộc đột kích vào Cao Ly được thực hiện bởi Shōni Tsunesuke, một vị tướng ở Kyūshū, tuy nhiên điều này chưa bao giờ được thực hiện.
Vào mùa thu năm 1280, Hốt Tất Liệt tổ chức một hội nghị tại cung điện của mình để thảo luận về kế hoạch xâm lược Nhật Bản lần thứ hai. Sự khác biệt chính của cuộc xâm lược lần thứ hai so với cuộc xâm lược đầu tiên đó là nhà Nguyên đã hoàn thành việc chinh phục nhà Tống vào năm 1279 nên có thể phát động một cuộc tấn công theo hai hướng. Lực lượng xâm lược lần này được tuyển chọn từ nhiều nguồn bao gồm những tên tội phạm với bản án tử hình được giảm nhẹ và thậm chí có cả những người đang để tang cha mẹ (một vấn đề nghiêm trọng ở Trung Quốc đương đại). Có hơn 1.000 tàu đã được trưng dụng cho cuộc xâm lược này (600 tàu từ phía nam Trung Quốc, 900 tàu từ Cao Ly). Được biết, nhà Nguyên đã huy động đến 100.000 binh sĩ người Mông Cổ, người Hán cùng với 40.000 binh sĩ người Cao Ly. Những con số này có thể là một sự phóng đại nhưng việc bổ sung thêm các nguồn lực từ phía nam Trung Quốc cũng đồng nghĩa với việc lực lượng của cuộc xâm lược này vẫn lớn hơn nhiều lần so với cuộc xâm lược đầu tiên. Không có bất cứ thông tin nào được ghi chép lại một cách rõ ràng về quy mô của lực lượng Nhật Bản lúc bấy giờ, ước tính được đưa ra cho rằng tổng quân số của họ vào khoảng 40.000 quân.

## Cuộc xâm lược lần thứ hai (1281)

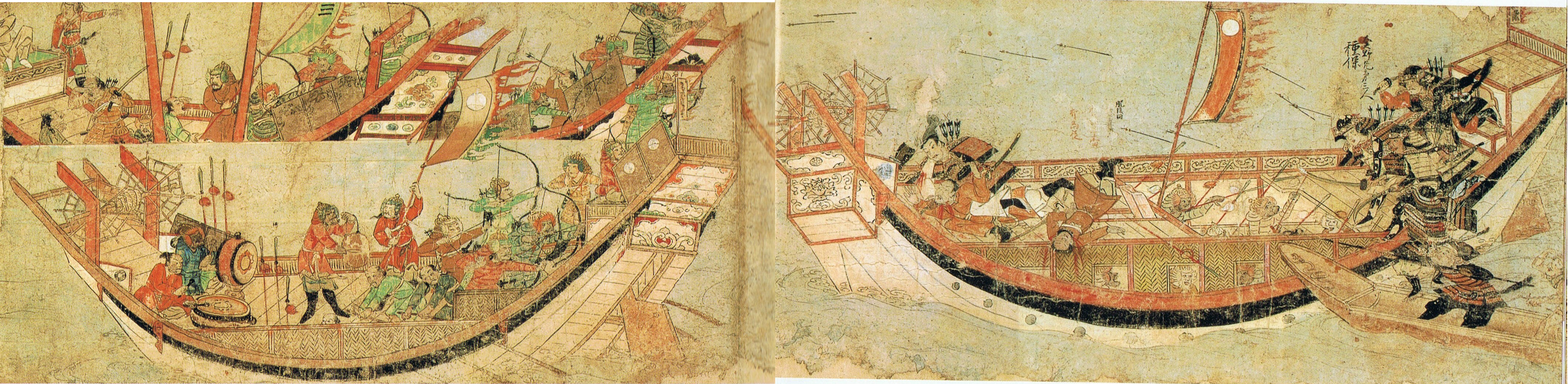
Tranh vẽ mô tả các samurai Nhật Bản đột kích tàu của quân Mông Cổ

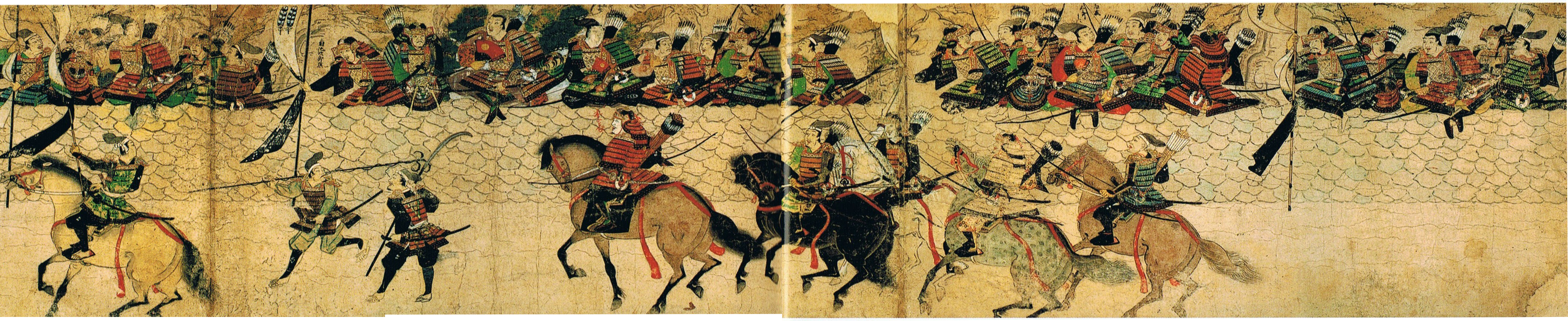
Tranh vẽ mô tả bức tường phòng thủ ở Vịnh Hakata

Mùa xuân năm 1281, Hốt Tất Liệt phát động cuộc xâm lược Nhật Bản lần thứ hai, lần này với hai đạo quân lớn và có số lượng nhiều hơn đạo quân lần thứ nhất rất nhiều. Đội quân của người Mông Cổ tiến hành chiến dịch xâm lược Nhật Bản lần này được chia làm hai: một lực lượng gồm 900 tàu chở 17.000 thủy thủ, 10.000 lính Triều Tiên, 15.000 lính Mông Cổ và lính Trung Quốc đã khởi hành từ Masan, Triều Tiên hướng tới Nhật Bản. Một lực lượng nữa còn đông đảo hơn gồm 3.500 tàu chở tới 100.000 binh sĩ và thủy thủ xuất phát từ phía nam Trung Quốc.
Tháng 5 năm 1281, hạm đội ra khơi từ Cao Ly cập bến Vịnh Hakata, còn hạm đội ra khơi từ Trung Quốc vẫn chưa đến nơi. Hạm đội thứ nhất đã đến Vịnh Hakata vào ngày 23 tháng 6 năm 1281 và bắt đầu mở những cuộc tấn công dữ dội. Mặc dù có số lượng tương đối lớn với 25 ngàn người, quân Nguyên không thể xuyên phá được hàng phòng thủ bằng đá vững chắc của Nhật Bản tại Vịnh Hakata cho dù đã sử dụng đến cả máy bắn đá, thế trận diễn ra giằng co quyết liệt. Thêm vào đó là chiến thuật quấy phá của quân Nhật: khi màn đêm buông xuống, các samurai Nhật Bản sử dụng những chiếc thuyền nhỏ bất thình lình đột kích hạm đội Mông Cổ trong bóng tối, đốt cháy nhiều con tàu và giết hại nhiều binh lính Mông Cổ, sau đó họ lại chèo thuyền quay trở lại đất liền. Quân Nhật Bản lần này chiến đấu ngoan cường hơn rất nhiều khi họ cứ liều mạng xông lên để phá hủy những cỗ máy bắn đá của quân Nguyên. Dịch bệnh cũng là một vấn đề lớn với quân Nguyên, ít nhất 3000 người chết vì bệnh, số người chết vì các cuộc đột kích hay trong các trận chiến vô vọng để công phá hàng phòng thủ Hakata lên tới hàng ngàn. Quân Nguyên sa lầy ở Hakata và đành phải chờ hạm đội chính với 10 vạn quân đến nơi.
Về phần hạm đội chính của quân Nguyên thì họ không đến thẳng Vịnh Hakata mà đi lòng vòng hơn nhiều. Đầu tiên đội quân tiên phong tiếp tục đổ bộ xuống đảo Tsushima, nhưng lần này chịu sự chống cự ác liệt của quân Nhật nên buộc phải rút lui. Đến ngày 8 tháng 6, quân Nhật chia ra làm hai và tấn công quân Nguyên tại eo biển có tên Umi no Nakamichi, quân Nhật đã đánh bại quân của hai tướng nhà Nguyên là Hồng Trà Khâu - tướng người Cao Ly và Trương Thành - tướng người Hán. Ngày hôm sau Trương Thành cố gắng tập hợp lại quân để đáp trả quân Nhật nhưng thất bại do gặp phải sự kháng cự quá lớn. Sau thất bại này, Trương Thành dẫn số quân còn lại rút về đảo Iki để họp với lực lượng ở đây.
Đến ngày 29 tháng 6, quân của ba gia tộc Matsura, Ryuzoji và Takagi hợp lại với hơn 1 vạn quân và mở cuộc tổng tấn công đạo quân Nguyên ở đảo Iki. Lần này thì chính quân Nguyên lại thất thế khi đại quân của họ đang ở đảo Hirado. Trận chiến trên đảo Iki kéo dài vài ngày và kết cục là quân Nguyên bị đánh bại và tàn quân của họ rút về đảo Hirado, họp với đại quân ở đây.
Lúc này, ở Hirado đang tập trung đại quân Nguyên gồm khoảng 10 vạn quân để chuẩn bị dong buồm tới Vịnh Hakata để trợ giúp đạo quân Nguyên còn lại. Nhận ra thời cơ chỉ có một, Takezaki Suenaga - vị tướng từng chiến thắng quân Nguyên 7 năm trước ở Torikai-Gata quyết định bất ngờ tấn công hạm đội của quân Nguyên. Do bị bất ngờ và không có sự chuẩn bị, thêm nữa là phần lớn quân lính đã đóng trại trên bờ, hạm đội của quân Nguyên bị tổn hại khá nặng nề, hầu hết các chỉ huy cấp cao của quân Nguyên đều ở trên tàu, một số bị giết, một số như Phạm Văn Hổ tự lựa những thuyền còn tốt chạy về Đại Nguyên, bỏ mặc đại quân 10 vạn người ở lại Hirado.
Không còn chỉ huy, 10 vạn quân Nguyên lâm vào thế bị động, không biết nên làm gì. Cuối cùng, đại quân quyết định dong buồm đến Hakata nơi đạo quân còn lại đang sa lầy. Cuộc chiến ở Vịnh Hakata lâm vào thế bế tắc trong suốt 50 ngày liên tục, cho đến ngày 12 tháng 8, hai đạo quân của nhà Nguyên cuối cùng cũng hợp lại được với nhau và tổng số là hơn 12 vạn quân. Với lượng quân khổng lồ như vậy, quân Nguyên hy vọng cuối cùng họ cũng có thể xuyên phá được lớp phòng ngự Hakata. Phải đối mặt với một lực lượng đông hơn gấp ba lần, thế nhưng các samurai vẫn chiến đấu rất dũng cảm dù tình thế đã dần trở nên tuyệt vọng. Tưởng như quân Nhật sẽ phải chịu thất bại, thì phép màu đã đến với họ: vào ngày 15 tháng 8 năm 1281, một cơn bão rất lớn đã đổ bộ vào Kyūshū, cơn bão này lớn hơn cơn bão 7 năm trước gấp bội phần và đã đánh đắm hầu như toàn bộ hạm đội tàu chiến của quân Nguyên. Rất nhiều binh lính đã chết đuối, số còn lại chạy kịp lên bờ thì cũng bị các samurai tàn sát (trừ 2 vạn người Hán thì người Nhật tha mạng nhưng phải làm nô lệ, vì họ cho là người Hán đã bị quân Nguyên cưỡng ép ra trận). Cuối cùng thì lúc đi 14 vạn quân, đến khi cơn bão tan đi và tàn quân Nguyên chạy về được Cao Ly thì chỉ còn lại khoảng gần 2 vạn người.
Người Nhật tin rằng các vị thần của họ đã gửi những cơn bão để bảo vệ Nhật Bản khỏi quân Mông Cổ. Họ gọi cơn bão là kamikaze hay "thần phong". Hốt Tất Liệt dường như đã tin rằng Nhật Bản được bảo vệ bởi các lực lượng siêu nhiên và thất bại nặng nề tại đây làm ông chùn bước đôi chút, nhưng ông vẫn giữ tham vọng xâm lược Nhật Bản và thậm chí còn có ý định phát động cuộc xâm lược lần thứ ba. Tuy nhiên sau thất bại tại Nhật Bản, đạo quân "bách chiến bách thắng" của Đế quốc Mông Cổ tiếp tục nếm mùi thảm bại, thậm chí còn nặng nề hơn ở Đại Việt vào năm 1285 và năm 1287-1288, do đó Hốt Tất Liệt mới quyết định từ bỏ tham vọng chinh phục đảo quốc này.

## Hậu quả
Đế chế Mông Cổ sau khi bị đánh bại tại Nhật Bản đã mất phần lớn sức mạnh hải quân, khả năng phòng thủ của hải quân cũng bị suy giảm đáng kể. Cao Ly, nước chịu trách nhiệm đóng tàu cho cuộc xâm lược, cũng mất đi khả năng đóng tàu và khả năng phòng thủ trên biển do một lượng lớn gỗ đã bị đốn hạ. Trong khi đó tại Nhật Bản, không có thêm đất mới giành được vì đây là một cuộc chiến tranh phòng thủ, vì vậy Mạc phủ Kamakura không thể ban thưởng cho các chư hầu gokenin đã tham gia trận chiến, quyền lực của họ cũng bị giảm sút. Sau đó, lợi dụng tình hình này, số lượng người Nhật gia nhập các băng hải tặc (wokou) bắt đầu tăng lên, các cuộc tấn công vào bờ biển của Trung Quốc và Cao Ly ngày càng gia tăng.
Kết quả của cuộc chiến này dẫn đến việc ở Trung Quốc ngày càng có nhiều sự công nhận rằng người Nhật dũng cảm và hung bạo, cũng như tiến hành xâm lược Nhật Bản là vô ích. Vào thời nhà Minh, việc phát động chiến tranh xâm lược Nhật Bản đã được thảo luận ba lần, nhưng nó chưa bao giờ được tiến hành nếu xét đến kết quả của cuộc chiến này.

## Hình ảnh

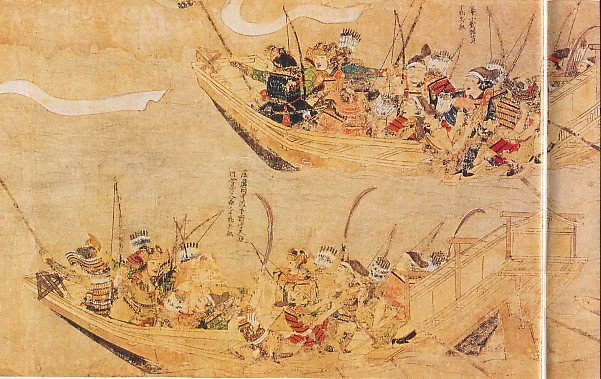
Tranh vẽ mô tả thuyền chiến của quân Nhật Bản
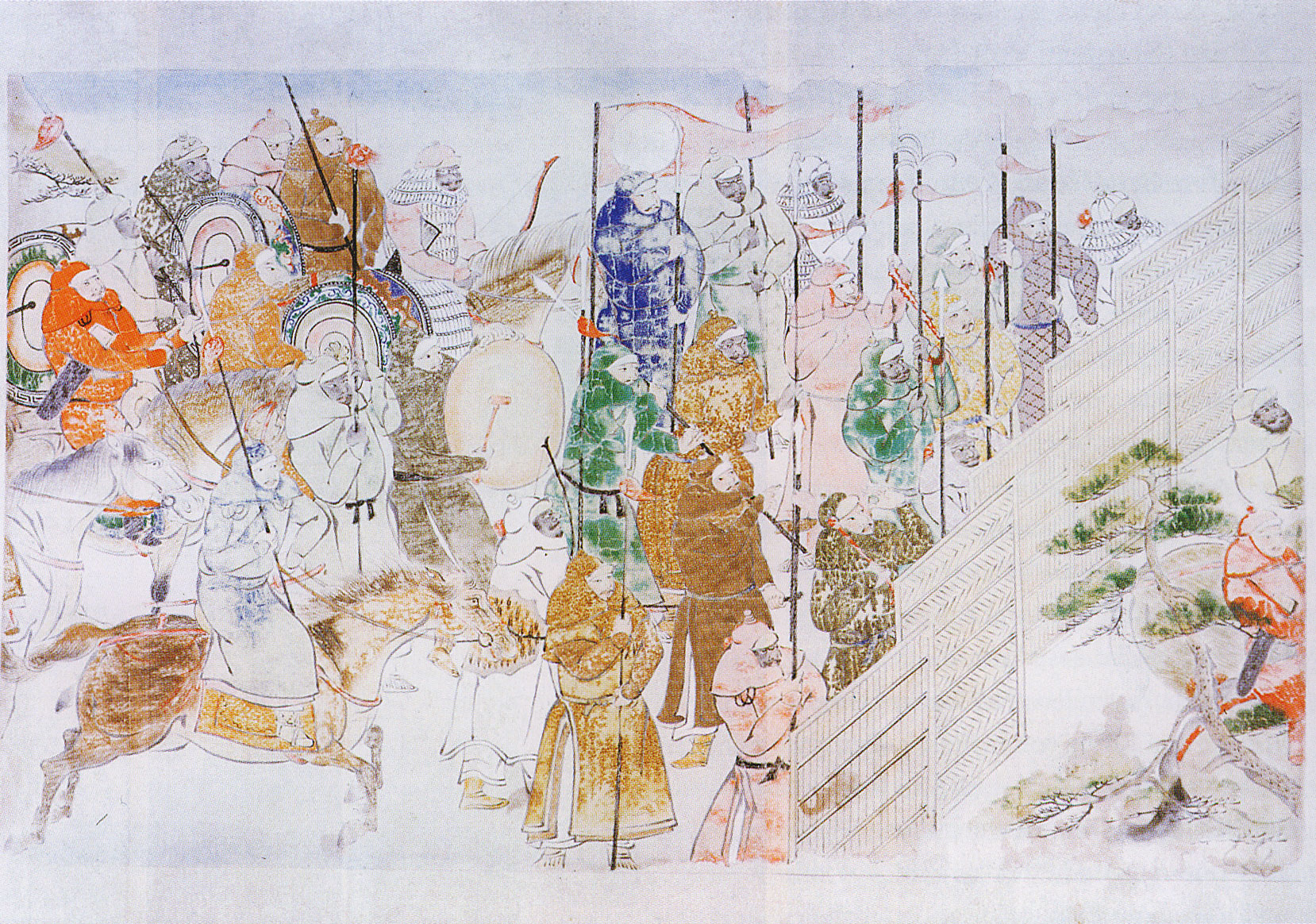
Tranh vẽ mô tả binh lính Mông Cổ
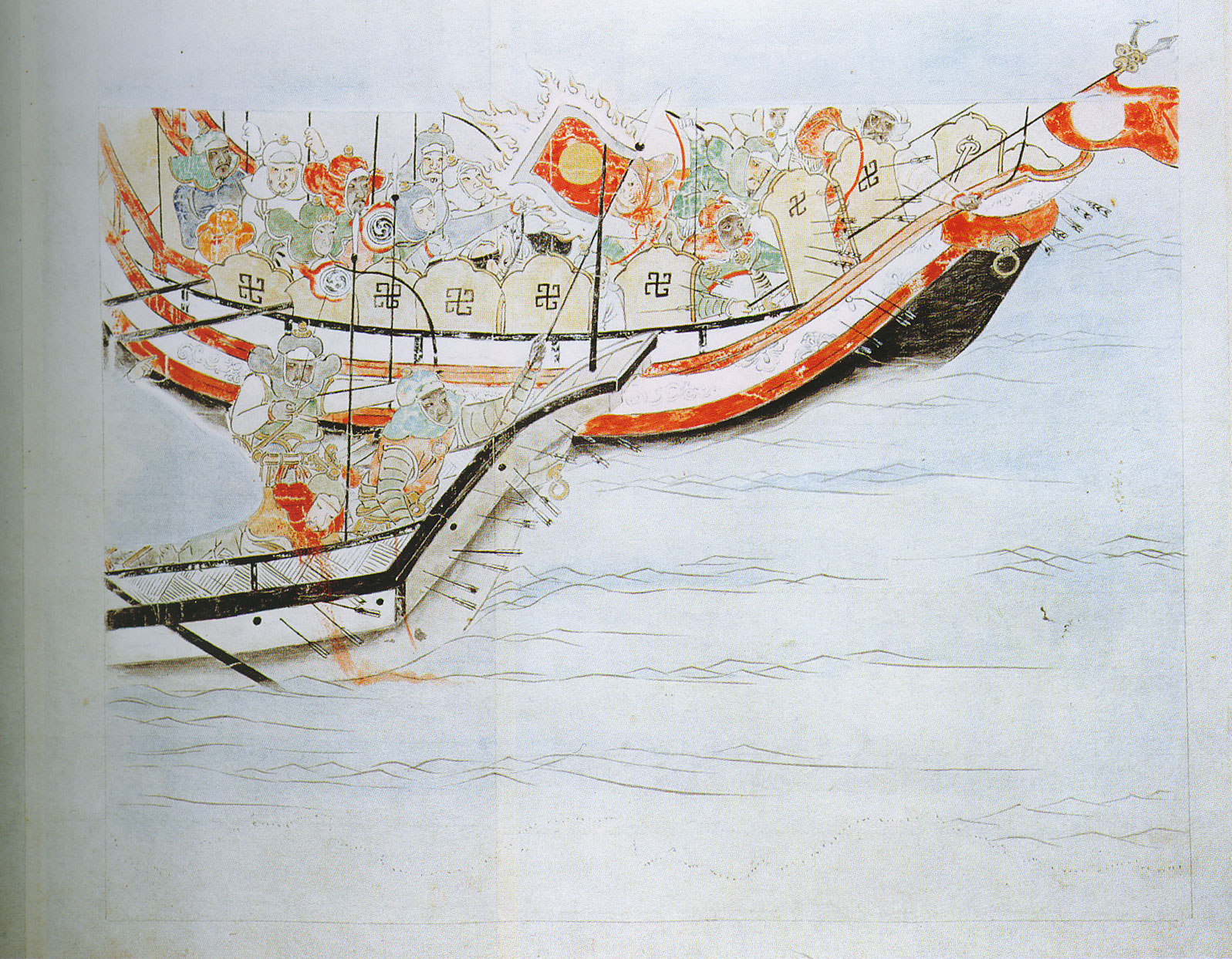
Tranh vẽ mô tả thuyền chiến của quân Mông Cổ
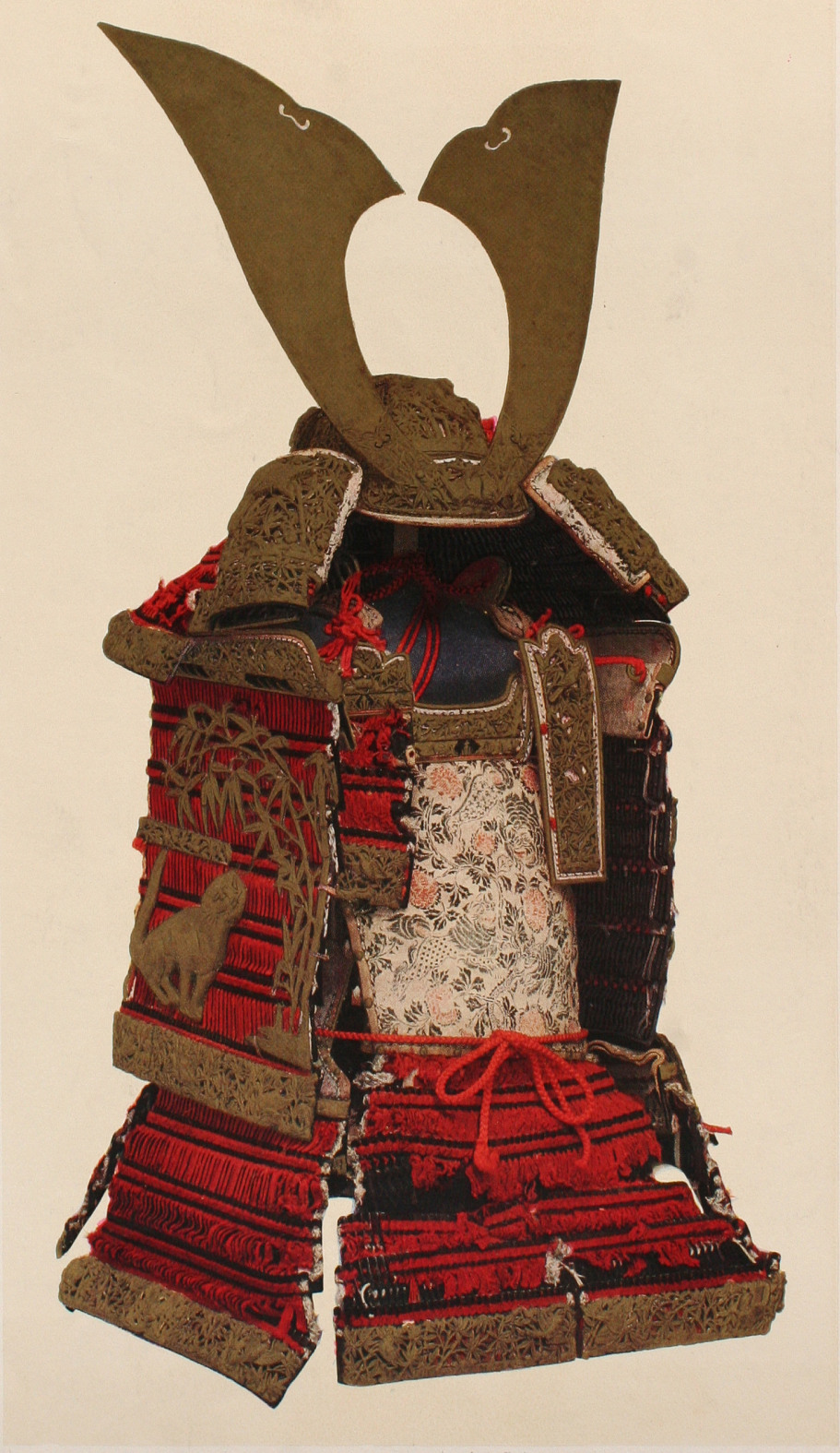
Áo giáp ō-yoroi của các samurai Nhật Bản
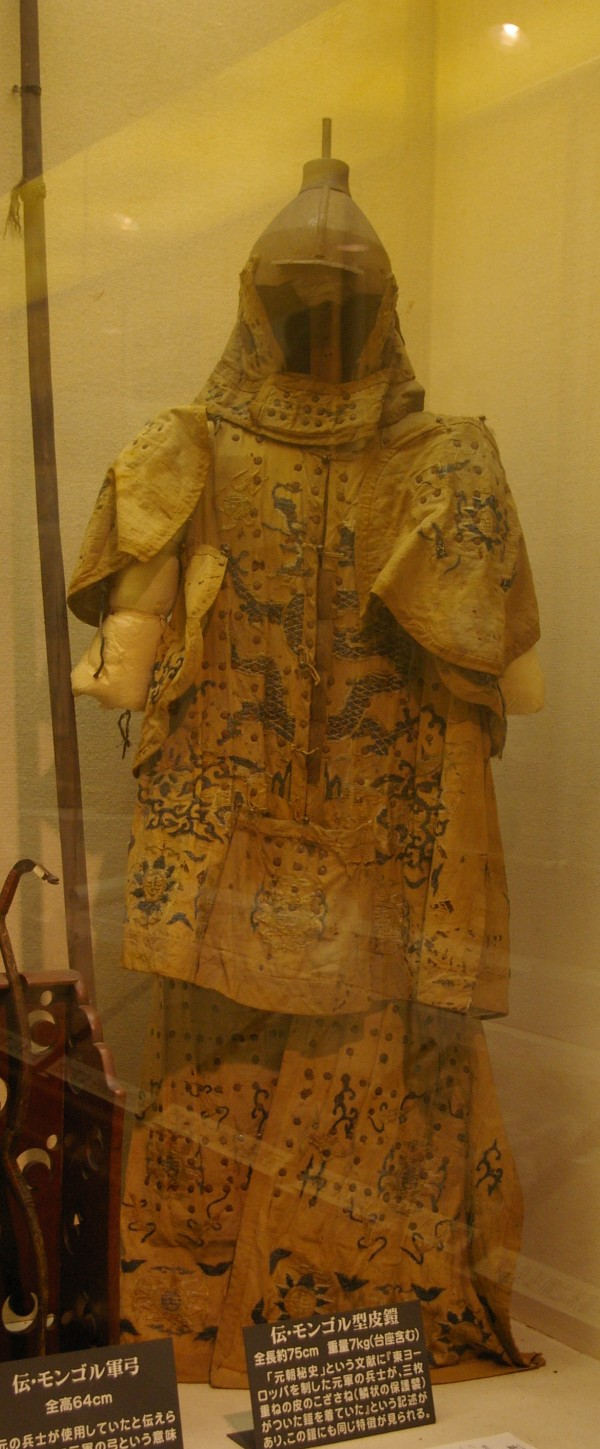
Áo giáp brigandine của quân Mông Cổ
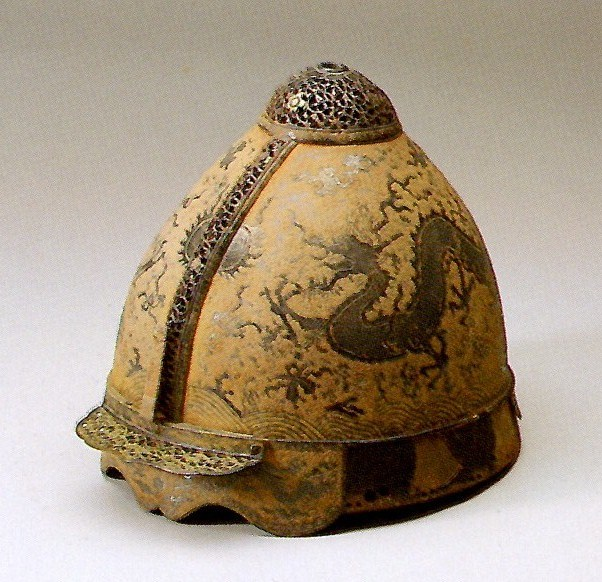
Mũ bảo hiểm của quân Mông Cổ